# アントニオ・ホセ・カヴァニレス

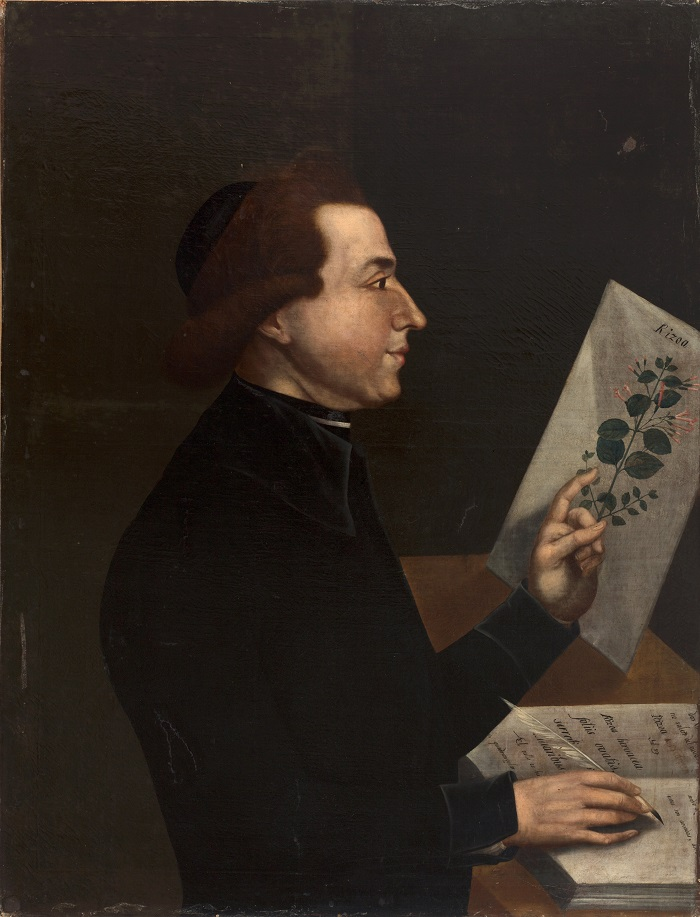
アントニオ・ホセ・カヴァニレス

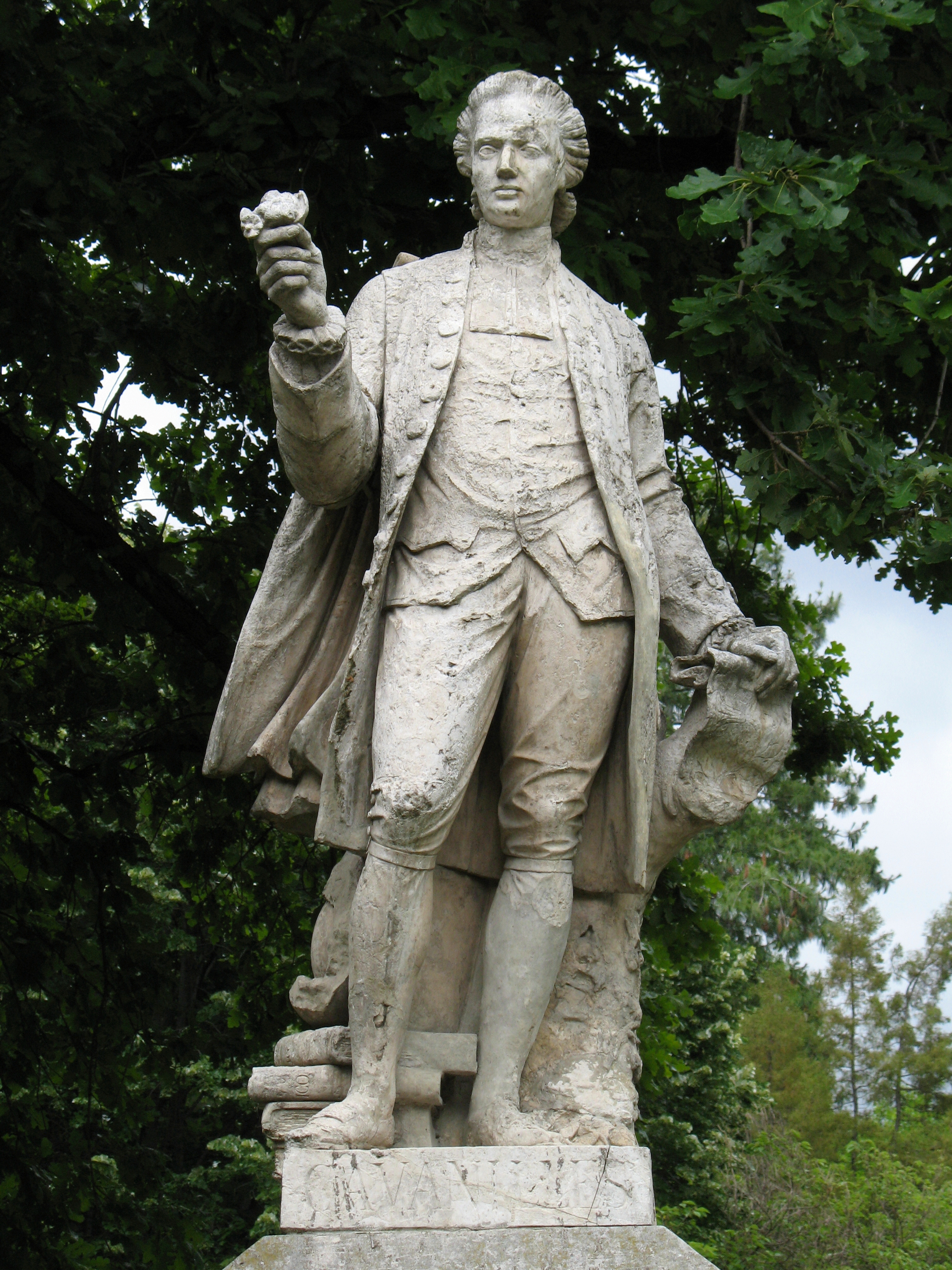
マドリード植物園のカヴァニレスの銅像

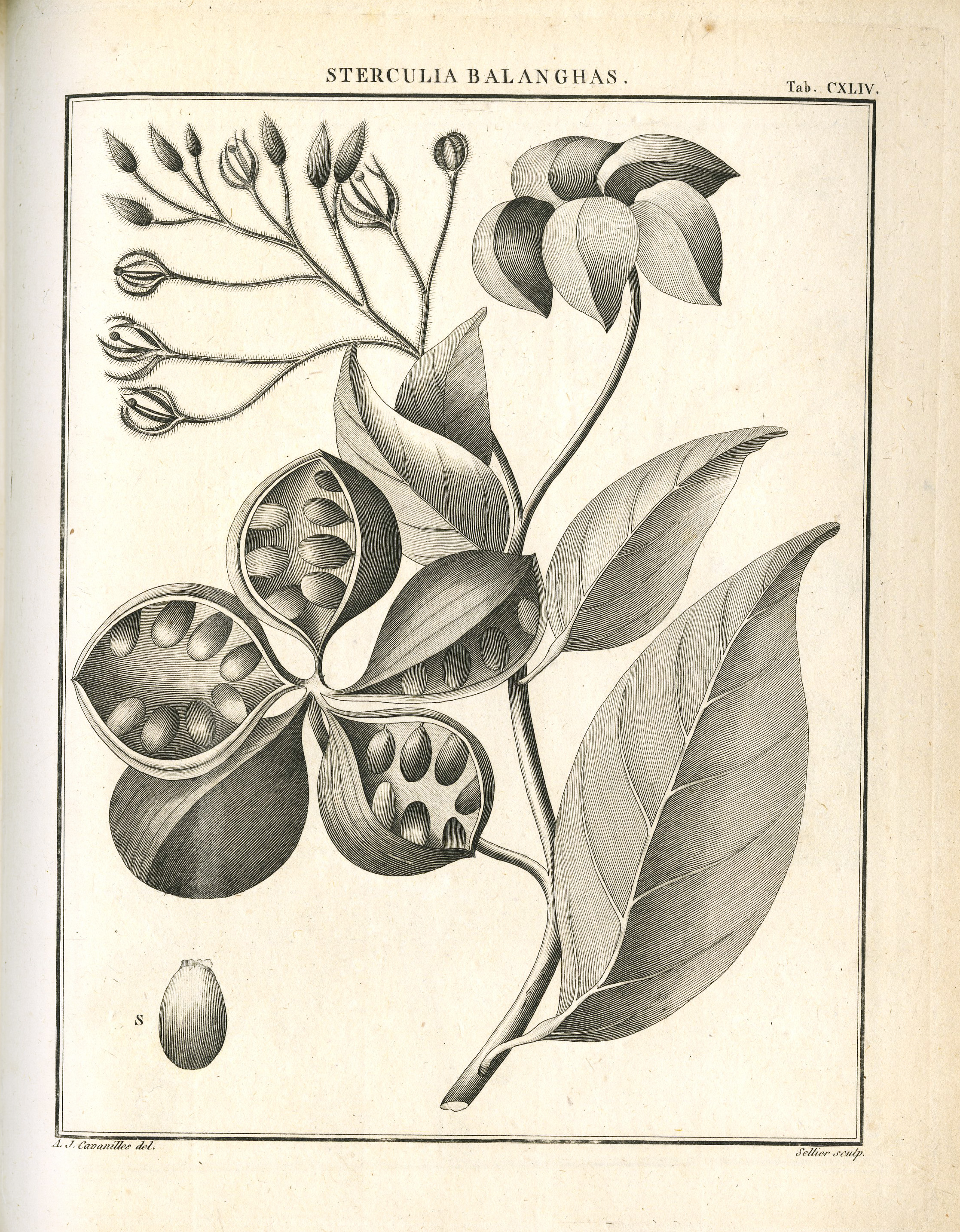
Monadelphiæ classis dissertationes decem の図版（Sterculia balanghas）

アントニオ・ホセ・カヴァニレス(カバニリェス)・イ・パロップ（Antonio José Cavanilles y Palop 、1745年1月16日 - 1804年5月5日）は、スペインの植物学者・博物学者である。

## 生涯
バレンシアに生まれた。バレンシア大学で哲学や神学の学位をとり、1772年に司祭に叙階された。パリにスペインの公爵、Duque del Infantadoの子息の家庭教師として赴き、植物学者のアンドレ・トワンやアントワーヌ・ローラン・ド・ジュシューの指導を受けた。スペインでリンネの分類法を最初に受け入れた科学者であった。
パボンやルイスらのチリやペルーの探検隊や、ヌエバ・エスパーニャの探検隊がスペインにもたらした植物の記載を行った。自らもイベリア半島の採集旅行を行い、野生の植物の分類を行い、6巻の著書、『スペインの植物の図と解説』（"Icones et descriptiones plantarum quae aut sponte in Hispaniae crescunt, aut in hortis hospitantur" :1791-1804）に成果はまとめられた。 
1901年にオルテガ（Casimiro Gómez Ortega）に変わって、マドリード王立植物園の園長に任命され、1804年に没するまでその職を続けた。フンボルトやボンプラン、ヴィルデノウらの国際的に有名な学者と交流し、植物種や標本、文献を集め、植物園をヨーロッパ有数の植物研究拠点に育てた。カヴァニレスの残した、標本や図版、原稿はマドリード植物園に保存されることになった。弟子に1815年に、王立植物園長となるマリアーノ・ラガスカ・イ・セグーラやデロハス（Simón de Rojas Clemente y Rubio）らがいる。

## 著書
- Observations de M. l'abbé Cavanilles sur l'article Espagne de la Nouvelle Encyclopédie París, 1784
- Monadelphiae classis dissertationes decem; París, 1785-1790.
- Observaciones sobre la Historia Natural, Geografía, Agricultura, población y frutos del reyno de Valencia. / Por don Antonio Josef Cavanilles, Madrid, 1795-1797
- Icones et descriptiones plantarum, quae aut sponte in Hispania crescunt, aut in hortis hospitantur..., Madrid, 1791-1801
- Descripción de las plantas que D. Antonio Josef Cavanilles demostró en las lecciones públicas del año 1801, precedida de los principios elementales de la Botánica. [...], Madrid, 1802
- Géneros y especies de plantas demostradas en las lecciones públicas del año 1802, Madrid, 1803